# 海佗暗哲水蚤
海佗暗哲水蚤（学名：Scottocalanus helenae）为厚殼水蚤科暗哲水蚤屬下的一个种。